# Lydeard St Lawrence
Lydeard St Lawrence is een civil parish in het bestuurlijke gebied Somerset West and Taunton, in het Engelse graafschap Somerset met 506 inwoners.